# Didier Noblot
Pour les articles homonymes, voir Noblot.
 (novembre 2023).
Didier Noblot, né le 16 septembre 1965 à Bar-sur-Aube, est un ecclésiastique et prélat catholique français, membre des Fraternités sacerdotales Jésus Caritas depuis 1991.
Il a été nommé évêque de Saint-Flour le 11 juin 2021 par le pape François. Son ordination épiscopale a eu lieu le 12 septembre 2021 en la cathédrale Saint-Pierre de Saint-Flour.

## Biographie

### Vie familiale et personnelle
Né le 16 septembre 1965, Didier Noblot est l'aîné d’une fratrie de trois garçons (Didier, Xavier et Samuel). Il est baptisé le 31 octobre 1965 à Bar-sur-Aube, par l’abbé Rolland Dufau. Sa mère, Marie-Claire, est institutrice, et son père, Daniel, est directeur commercial et financier dans l’industrie métallurgique à Bar-sur-Aube. Ce dernier décède en 1976 d’un accident de voiture.
Durant sa jeunesse, il a été membre de l’Association des guides et scouts d'Europe.

### Études
Didier Noblot suit des études primaires à l’école Sainte-Thérèse de Bar-sur-Aube puis est scolarisé trois années au collège public de la ville de Bar-sur-Aube. Après la mort de son père, il suit quatre années d’internat à l’ESTIC (Enseignement supérieur et technique de l’Immaculée-Conception), établissement de la congrégation des Salésiens de don Bosco.
Après le baccalauréat et avant d’entrer au séminaire, il est une année étudiant à Paris en psychomotricité à l’université Paris VI, site de la Pitié-Salpêtrière. Il entre au séminaire Saint-Sulpice à Issy-les-Moulineaux, poursuit au Grand séminaire de Reims en faisant ses études à l'université Marc Bloch de Strasbourg.

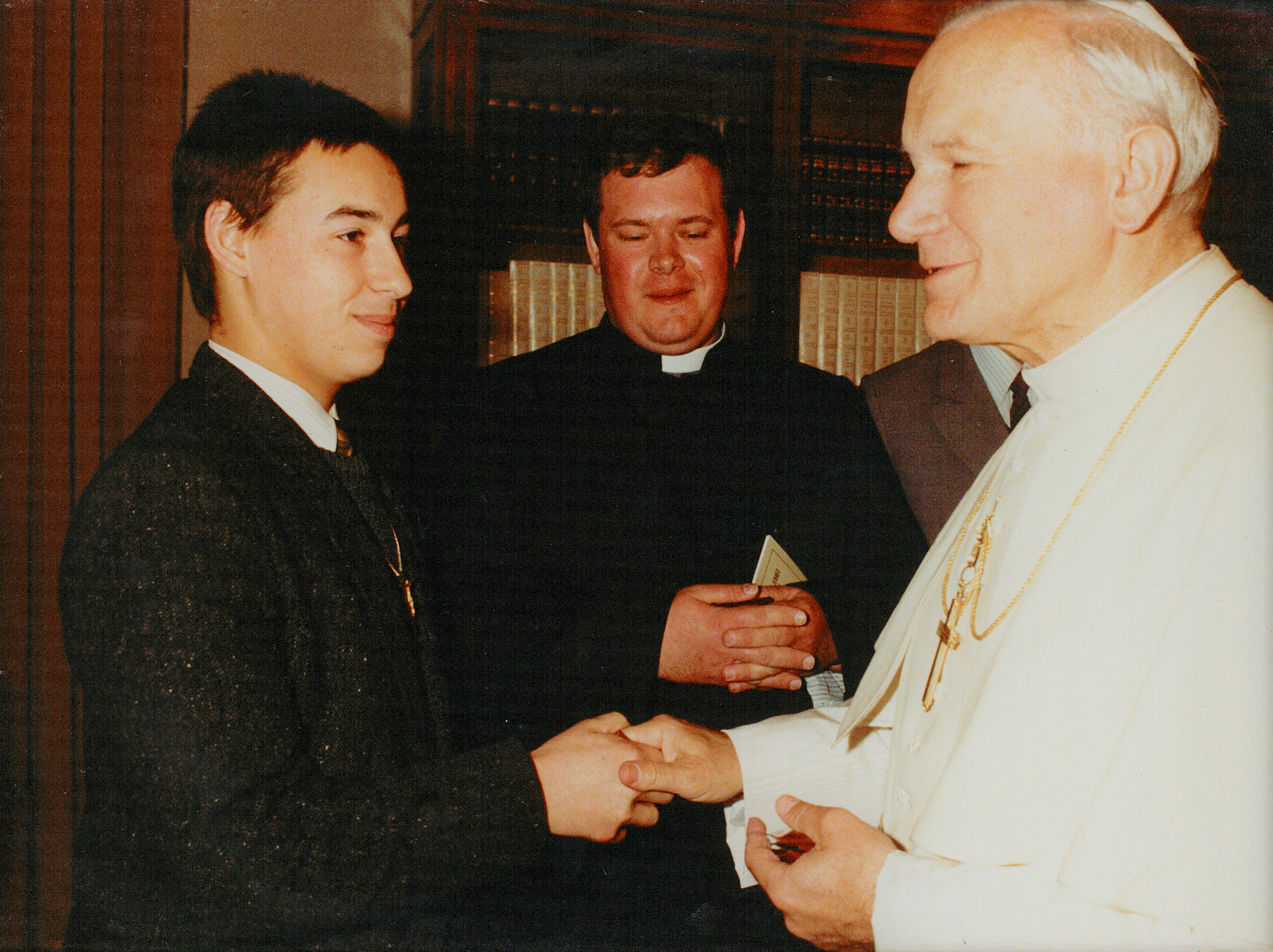
Didier Noblot et Jean-Paul II au Vatican en 1988.

## Ministères
- Le 30 juin 1991, Didier Noblot est ordonné diacre, dans le diocèse de Troyes[4]. Il est alors en paroisse dans le doyenné de Bar-sur-Seine,
- 17 mai 1992, il est ordonné prêtre, incardiné dans le diocèse de Troyes[4]. Après un premier ministère comme prêtre en paroisse dans le doyenné de Bar-sur-Seine, il est appelé à devenir aumônier départemental du MRJC, charge qu'il a assumée de 1995 à 2010.
- 1992-1998 : Prêtre en paroisse dans le doyenné de Bar-sur-Seine, résidant à Bar-sur-Seine.
- 1995-2010 : Aumônier départemental du MRJC.
- 1998-2006 : Curé-doyen dans le pays d'Armance.
- 2006-2014 : Vicaire épiscopal pour la pastorale des jeunes et secrétaire élu du conseil presbytéral.
- 2010-2014 : Délégué diocésain pour la formation au ministère (DDFM).
- 2010-2012 : Prêtre accompagnateur à la direction interdiocésaine (Troyes et Langres) des établissements catholiques d’enseignement (DIDEC).
- 2012-2018 : Directeur adjoint du Service national pour l’évangélisation des jeunes et les vocations, à la CEF.
- 2014-2021 : Curé et animateur d’un des 5 espaces pastoraux du diocèse de Troyes dans l’Espace Seine en plaine champenoise, résidant à Nogent-sur-Seine, membre du conseil épiscopal.
- 2018-2020 : Secrétaire élu du conseil presbytéral.
- Le 11 juin 2021, il est nommé évêque de Saint-Flour, par le pape François[4], le jour de la Fête du Sacré-Cœur. Le 12 septembre, il est consacré comme tel en la cathédrale Saint-Pierre de Saint-Flour par François Kalist, archevêque de Clermont-Ferrand, assité par Bruno Grua, évêque émérite de Saint-Flour et d'Yves Patenôtre, archevêque émérite de Sens-Auxerre[4].

### Les signes distinctifs de l’évêque

#### Crosse

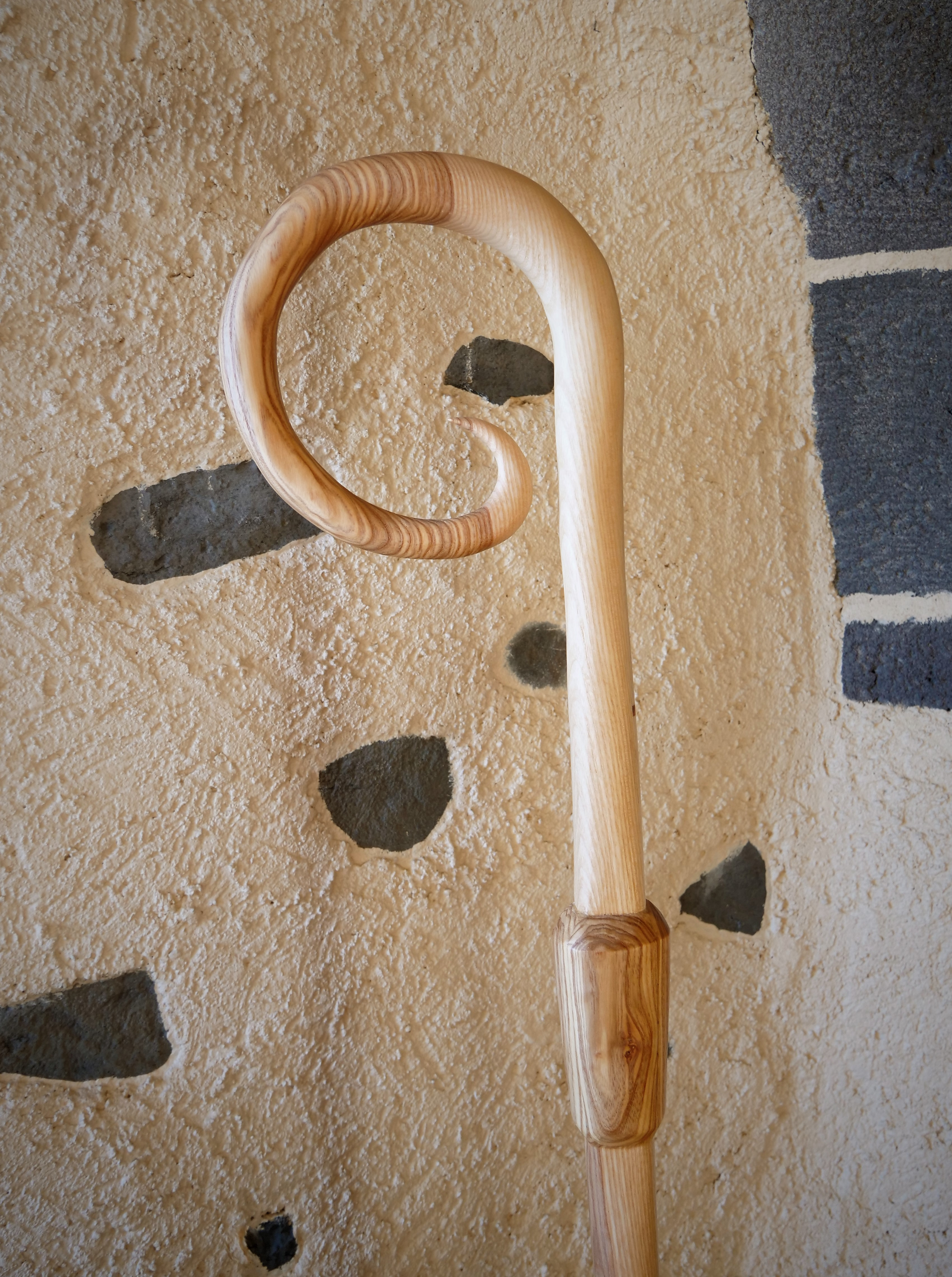
Crosse de Didier Noblot.

Didier Noblot peut utiliser des crosses épiscopales ayant appartenu aux évêques de Saint-Flour. Il a également une crosse en bois.

#### Anneau épiscopal

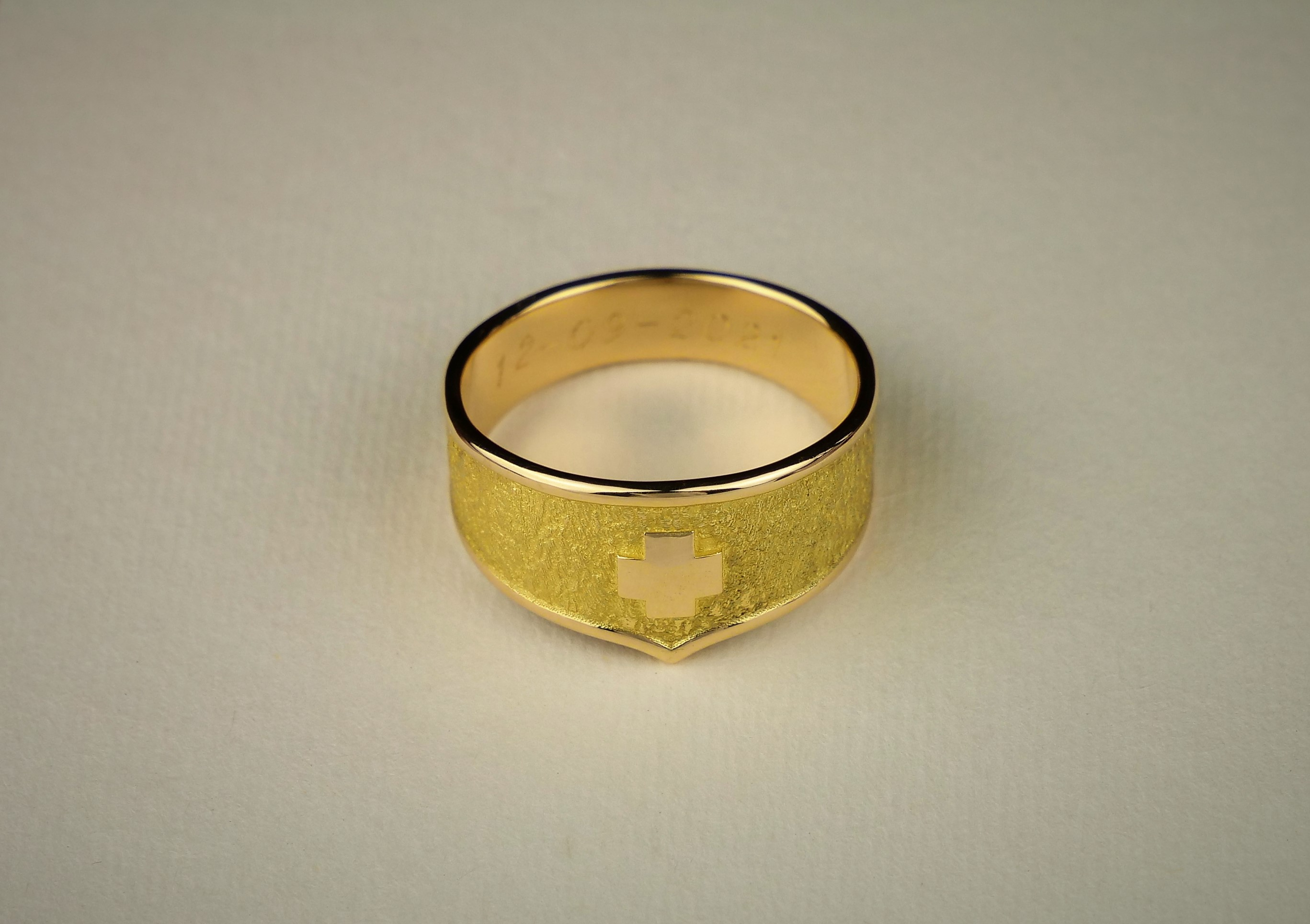
Anneau épiscopal de Didier Noblot.

Cet anneau a été réalisé à Troyes par le maître joalllier Jean-Pierre Boissonnet
.

#### Mitre

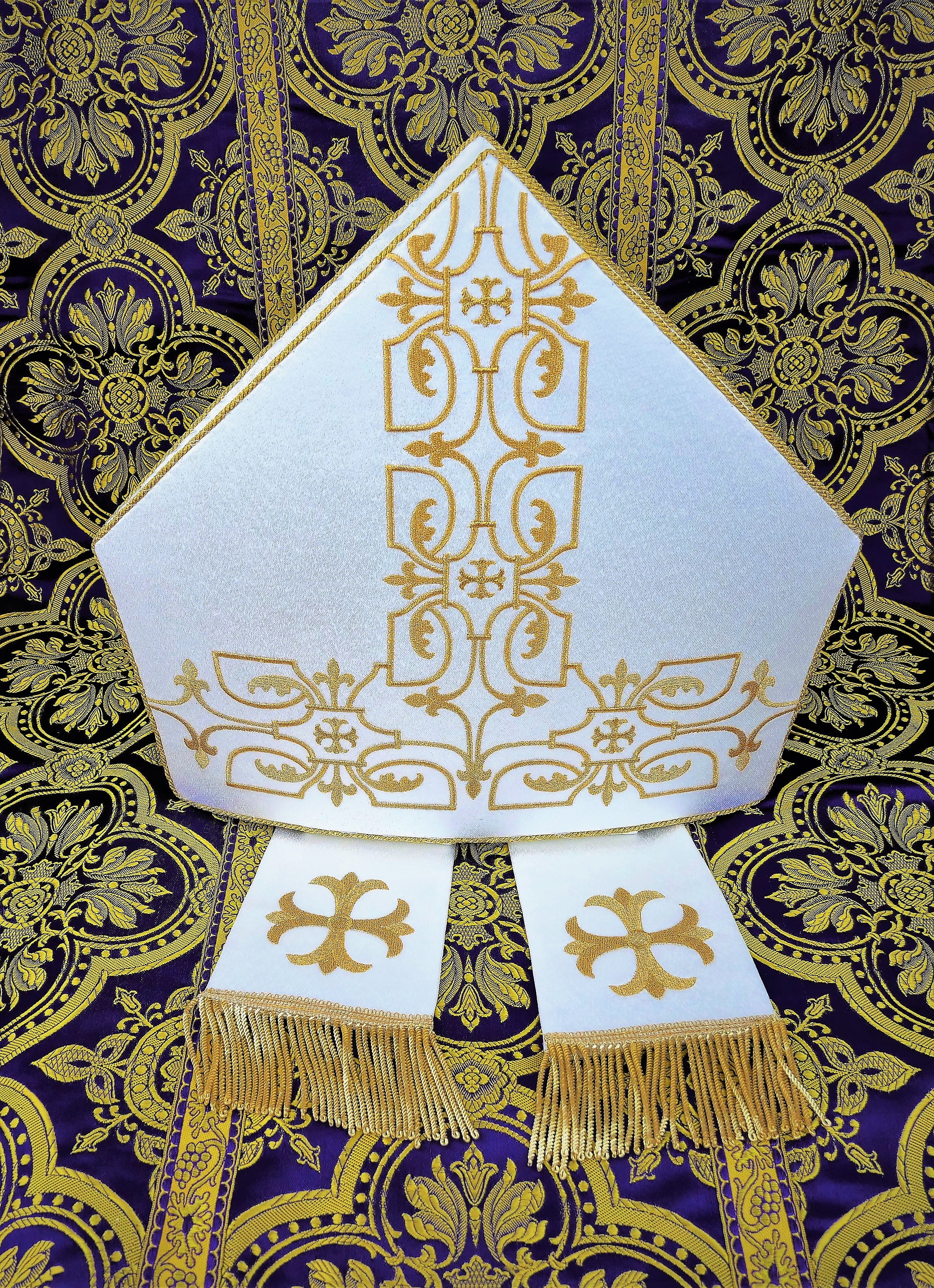
Mitre épiscopale de Didier Noblot.

La mitre épiscopale a été fabriquée par des religieuses maronites au Liban. Elle est blanche et dorée.[réf. nécessaire]

#### Devise épiscopale
La devise épiscopale est empruntée à l'Évangile de saint Jean : 
« Je vous appelle mes amis » (Jn 15; 9-17).

### Armoiries

Armoiries de Didier Noblot.

Les armoiries de Didier Noblot comme évêque de Saint-Flour ont été présentées début septembre 2021.

#### Description héraldique
D’or au cœur de gueules sommé d’une croix latine du même, aux trois coupeaux de sinople issant de deux burelles ondées accolées d’argent mouvantes de la pointe de l’écu. L’écu est brochant sur la crosse mise en pal de Didier Noblot évêque de Saint-Flour (pratique proscrite depuis 1969 et l'instruction "ut cive solicite").
Au bas de l’écu inscrite dans un listel la devise de Didier Noblot : « Dico vos amicos » (Jean 15, 9-77).

## Distinctions
- Chevalier de l'ordre national du Mérite (15 janvier 2015)[6]